# 遥辇屈列
遥辇屈烈（？—734年），又作屈列、屈剌、据埒、掘埒，不知其世系，《辽史》作遥辇屈列，说其是契丹遥辇氏的第一任可汗（洼可汗），又称遥辇可汗。
开元十八年（730年），可突于杀李邵固，立屈烈为王，率部落叛唐并裹胁，奚族投降突厥。唐玄宗下诏幽州长史、知范阳节度事赵含章出击。再命中书舍人裴宽、给事中薛侃在京城及关内、河东、河南、河北分道招募壮士，拜忠王李浚为河北道行军元帅，御史大夫李朝隐、京兆尹裴伷先为副，率领程伯献、张文俨、宋之悌、李东蒙、赵万功、郭英杰等八总管领兵征讨契丹。李浚没有成行。开元二十年（732年），命礼部尚书信安王李祎为行军副大总管，领众与幽州长史赵含章出塞大破契丹，俘获甚众，可突于北逃，奚族投降。开元二十一年（733年），可突于又来犯边，幽州长史薛楚玉、副总管郭英杰、吴克勤、乌知义、罗守忠率一万骑兵和奚族攻击，战于渝关都山之下。可突于引来突厥兵，奚人害怕，临阵脱逃。郭英杰、吴克勤阵亡，属下六千人被杀。开元二十二年（734年）六月，幽州长史兼御史中丞张守珪进逼可突于，可突于先是诈降。张守珪知道内情，于是徙帐西北，徙帐西北，然后又想投奔突厥，想要引突厥兵攻唐。契丹军权为李过折和可突于分掌，两人有隙，十二月，张守珪派遣管记王悔借议降之名，和契丹衙官李过折联络，进行离间，李过折深夜勒兵斩杀可突于、屈烈数十人，归降唐朝，首级献唐。屈烈部众溃散，契丹重新附唐。